# 哈哈西游行
《哈哈西游行》是中国大陆根据古典名著《西游记》制作的一部动画片，由葛海涛执导，该作品讲述了小白龙、沙僧、猪八戒因为一些原因而重走西天取经的道路的故事，该作还同行喜剧等表达方式来反应了一些当时的流行文化。

## 剧情
当唐僧等人结束了西游之旅后，小白龙、猪八戒、沙僧却因为得罪了王母娘娘等原因，而被罚重走西游之路。
最后在他们的努力下，他们终于完成了目标。

## 外部連結
- 豆瓣电影上《哈哈西游行》的資料 （简体中文）